# Ladislao Gutiérrez
Ladislao Gutiérrez (San Miguel de Tucumán, 1824 – Partido di General San Martín, 18 agosto 1848) è stato un sacerdote argentino.

## Biografia

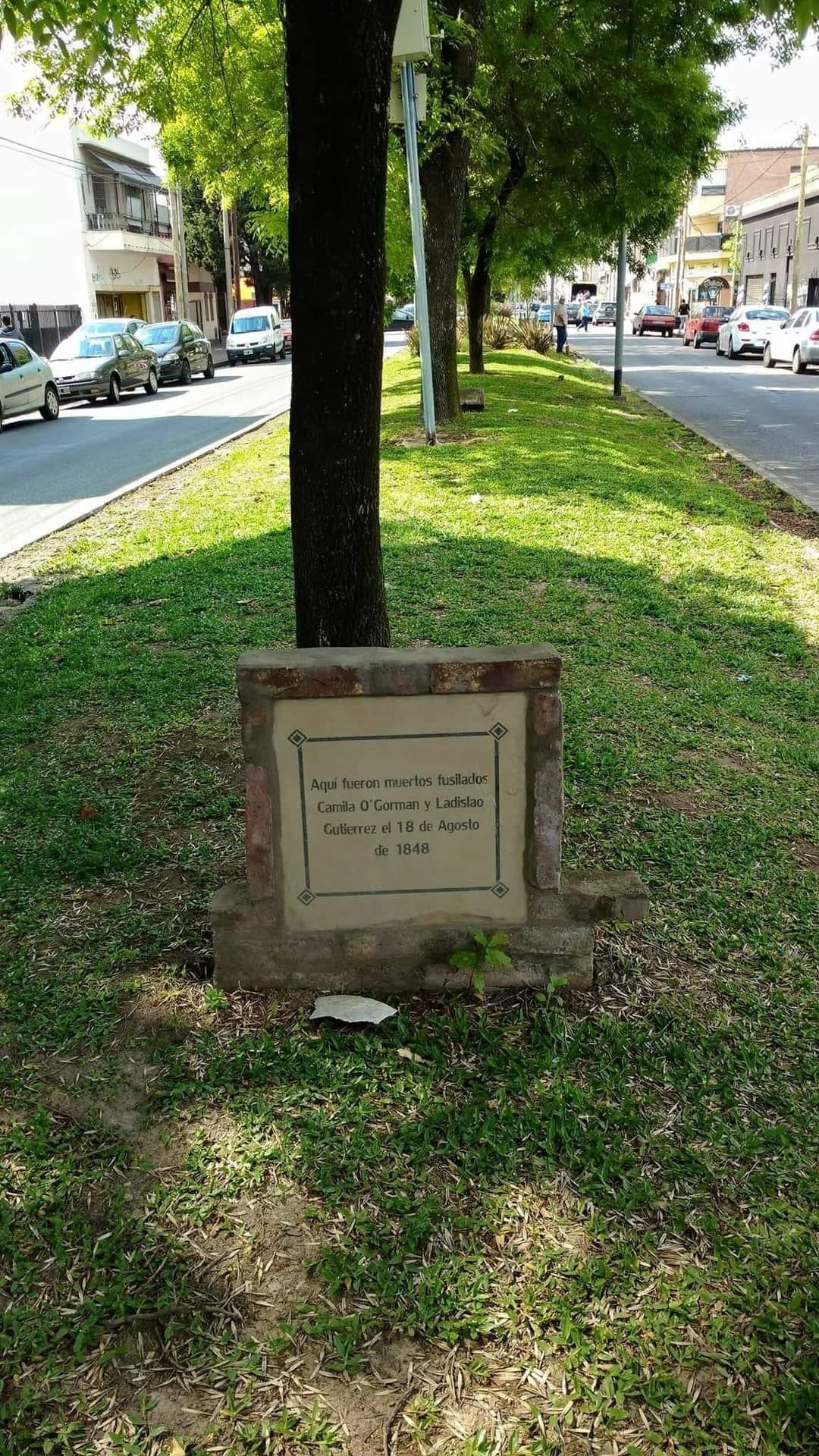
Targa posta sul luogo dove Ladislao Gutiérrez e Camila O'Gorman vennero fucilati

Ladislao Gutiérrez era nipote di Celedonio Gutiérrez, governatore della provincia di Tucumán. Appartenente a una delle famiglie politicamente più influenti della provincia, aveva due scelte di carriera: intraprendere la strada militare o quella all'interno della Chiesa. Tra le due possibili opzioni, Gutiérrez scelse di diventare un uomo del clero. Divenuto sacerdote gesuita, conobbe la giovane Camila O'Gorman, nipote del militare argentino e viceré del Río de la Plata Santiago de Liniers. Era inoltre amica della figlia, Manuelina, del governatore di Buenos Aires, Juan Manuel de Rosas. I due giovani si innamorarono subito dopo i primi incontri, ma il sacerdote aveva così infranto il suo voto di castità. Così, all'età di 24 anni, il 12 dicembre 1847 fuggì dal suo paese natale, l'Argentina, insieme a Camila. I due amanti giunsero a Goya, nella provincia di Corrientes, dove sotto false identità si finsero sposi e cominciarono a insegnare in una scuola. La fuga di Gutiérrez e Camila fece scoppiare un grave scandalo a Buenos Aires: il padre stesso della ragazza, Adolfo O'Gorman, che condivideva una visione della famiglia di tipo patriarcale, chiese la pena di morte per la figlia per sacrilegio. Trovati e condotti a Buenos Aires, i due amanti vennero effettivamente uccisi tramite fucilazione, per ordine del dittatore Juan Manuel de Rosas. In particolare, Camila fu uccisa quando era incinta da otto mesi: sia la condanna a morte degli amanti che questo fatto, che fece scalpore anche al di fuori dell'Argentina, contribuirono al rapido declino politico a cui Rosas andrò incontro.

## Opere cinematografiche
Dalla storia di Ladislao Gutiérrez e Camila O'Gorman sono state tratte alcune pellicole:
- Camila O'Gorman, cortometraggio muto del 1909 diretto da Mario Gallo[8]
- Camilla - Un amore proibito, film del 1984 diretto da María Luisa Bemberg.[9] Fu nominato all'Oscar al miglior film straniero.[10]